# Spanische TT
Die Spanische TT (Spanische Tourist Trophy) war ein internationales Motorrad-Rennen, das zwischen 1932 und 1935 viermal ausgetragen wurde.
Rekordsieger war der schottische Ausnahmepilot Jimmie Guthrie. Der Norton-Werksfahrer konnte von 1933 bis 1935 jeweils in den Rennen der Klassen bis 350 und bis 500 cm³ gewinnen und fuhr so sechs Siege ein.

## Geschichte
Im Jahr 1932 organisierte der Motorradklub der Bizkaia (Peña Motorista Vizcaya) erstmals die Spanische TT, die schnell zum wichtigsten spanischen Motorradrennen der damaligen Zeit wurde. Die ersten beiden Auflagen wurden auf einer 9,05 km langen Piste in Castrejana, einem Stadtteil von Bilbao ausgetragen.
1934 und 1935 erstreckten sich die Veranstaltungen durch viele verschiedene Rahmenrennen, darunter der Große Preis von Bilbao über eine gesamte Woche. Die Läufe fanden nun auf dem Circuito de las avenidas de Ensanche im Zentrum Bilbaos statt. Dieser hatte eine Länge von 3,160 km im ersten und 2,107 km im zweiten Jahr.
Ab dem Jahr 1936 wurde die Spanische TT wegen des Spanischen Bürgerkrieges und dem sich anschließenden Zweiten Weltkrieges nicht mehr ausgetragen.

## Siegerliste
| Auflage | Datum              | Austragungsort                       | Klasse  | Sieger                        |
| ------- | ------------------ | ------------------------------------ | ------- | ----------------------------- |
| 1.      | 16. August 1932    | Castrejana                           | 250 cm³ | Graham Walker (Rudge)         |
| 1.      | 16. August 1932    | Castrejana                           | 350 cm³ | Ernst Loof (Imperia-Python)   |
| 1.      | 16. August 1932    | Castrejana                           | 500 cm³ | Graham Walker (Rudge)         |
|         |                    |                                      |         |                               |
| 2.      | 10. September 1933 | Castrejana                           | 250 cm³ | Guglielmo Sandri (Moto Guzzi) |
| 2.      | 10. September 1933 | Castrejana                           | 350 cm³ | Jimmie Guthrie (Norton)       |
| 2.      | 10. September 1933 | Castrejana                           | 500 cm³ | Jimmie Guthrie (Norton)       |
|         |                    |                                      |         |                               |
| 3.      | 9. September 1934  | Circuito de las avenidas de Ensanche | 250 cm³ | Miguel Simó (Terrot)          |
| 3.      | 9. September 1934  | Circuito de las avenidas de Ensanche | 350 cm³ | Jimmie Guthrie (Norton)       |
| 3.      | 9. September 1934  | Circuito de las avenidas de Ensanche | 500 cm³ | Jimmie Guthrie (Norton)       |
|         |                    |                                      |         |                               |
| 4.      | 8. September 1935  | Circuito de las avenidas de Ensanche | 250 cm³ | Antonio Moxó (Rudge)          |
| 4.      | 8. September 1935  | Circuito de las avenidas de Ensanche | 350 cm³ | Jimmie Guthrie (Norton)       |
| 4.      | 8. September 1935  | Circuito de las avenidas de Ensanche | 500 cm³ | Jimmie Guthrie (Norton)       |